# Kevin Sussman

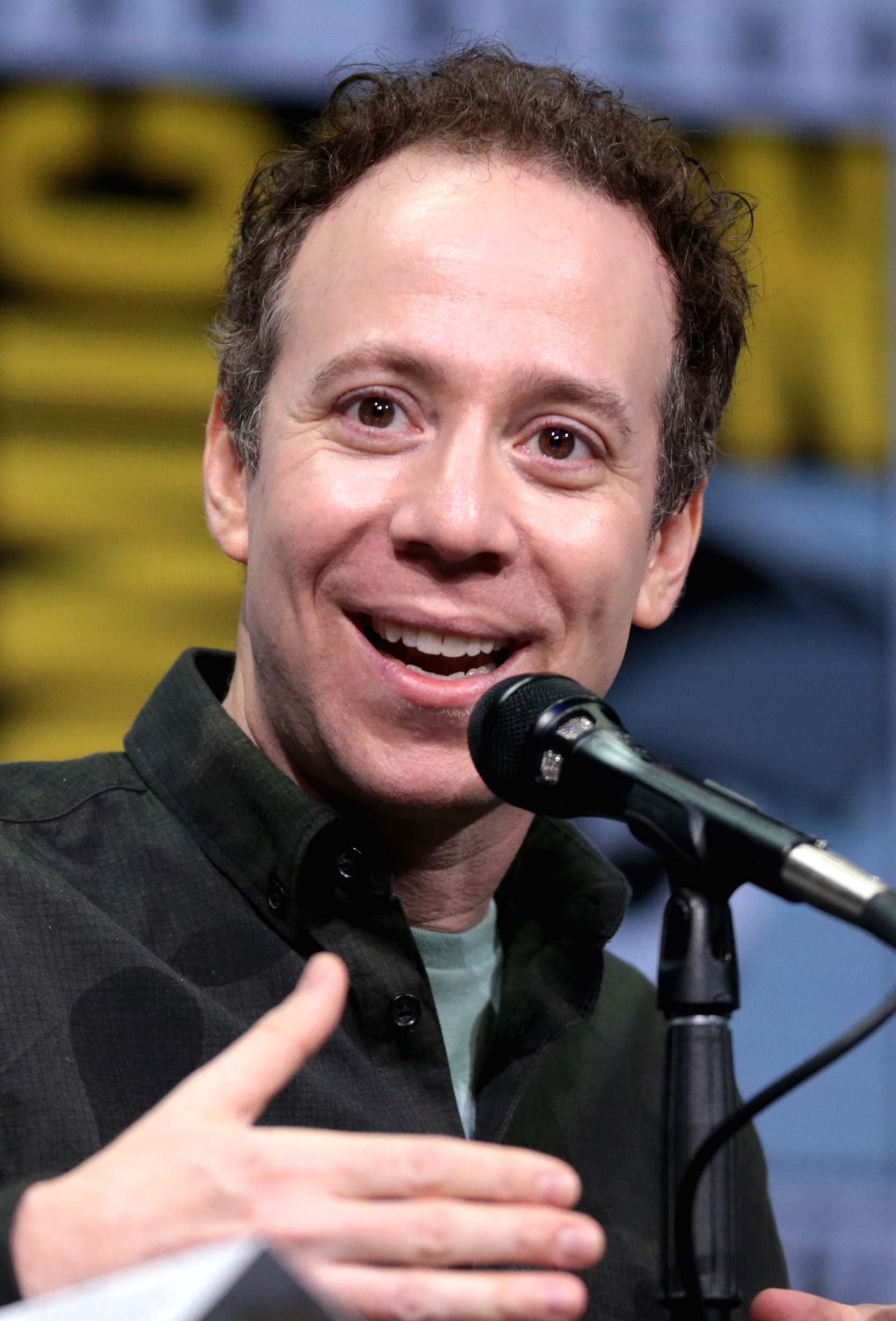
Kevin Sussman bei der Comic-Con in San Diego (2017)

Kevin Sussman (* 4. Dezember 1970 in Staten Island, New York) ist ein US-amerikanischer Schauspieler.

## Leben
Kevin Sussman ist der Sohn jüdischer Eltern. Er besuchte zunächst das College of Staten Island und wechselte dann auf die American Academy of Dramatic Arts, wo er seinen Abschluss machte. Danach nahm er vier Jahre Schauspielunterricht bei Uta Hagen.
Sein Filmdebüt gab er mit einer kleinen Rolle in dem Film Liberty Heights. Es folgten weitere, meist kleinere Filmrollen in größeren Kinoproduktionen wie in A.I. – Künstliche Intelligenz, Hitch – Der Date Doktor oder Burn After Reading.
Außerdem absolvierte er zahlreiche Gastauftritte in Fernsehserien, u. a. in Third Watch – Einsatz am Limit, CSI: Vegas und Die Sopranos. Von 2006 bis 2007 hatte er zudem eine wiederkehrende Rolle als Walter in Ugly Betty. Von 2009 bis 2019 war er in der Rolle des Comicbuch-Verkäufers Stuart Bloom in The Big Bang Theory zu sehen, im Jahr 2011 wurde Stuart zu einer Hauptfigur erhoben.

## Filmografie (Auswahl)
- 1996: Law & Order (Fernsehserie, Episode 6x14)
- 1999: Liberty Heights
- 1999: Third Watch – Einsatz am Limit (Third Watch, Fernsehserie, Episode 1x08)
- 2000: Almost Famous – Fast berühmt (Almost Famous)
- 2000: Die Sopranos (The Sopranos, Fernsehserie, Episode 2x01)
- 2001: Kissing Jessica (Kissing Jessica Stein)
- 2001: Wet Hot American Summer
- 2001: A.I. – Künstliche Intelligenz (Artificial Intelligence: AI)
- 2002: Spurwechsel (Changing Lanes)
- 2002: Sweet Home Alabama – Liebe auf Umwegen (Sweet Home Alabama)
- 2002: Pipe Dream – Lügen haben Klempnerbeine (Pipe Dream)
- 2003: Criminal Intent – Verbrechen im Visier (Law & Order: Criminal Intent, Fernsehserie, Episode 2x20)
- 2004: Emergency Room – Die Notaufnahme (ER, Fernsehserie, Episoden 10x19–10x20)
- 2004: Die Ex-Freundinnen meines Freundes (Little Black Book)
- 2005: Hitch – Der Date Doktor (Hitch)
- 2006: Funny Money
- 2006: Es lebe Hollywood (For Your Consideration)
- 2006–2007: Ugly Betty (Fernsehserie, 12 Episoden)
- 2007: Meine Freundin, ihr Hund und ich (Heavy Petting)
- 2007–2008: My Name Is Earl (Fernsehserie, 2 Episoden)
- 2008: Insanitarium
- 2008: Verliebt in die Braut (Made of Honor)
- 2008: Burn After Reading – Wer verbrennt sich hier die Finger? (Burn After Reading)
- 2008: CSI: Den Tätern auf der Spur (CSI: Crime Scene Investigation, Fernsehserie, Episode 8x16)
- 2009: Taking Woodstock
- 2009–2019: The Big Bang Theory (Fernsehserie, 84 Episoden)
- 2010: Kiss & Kill
- 2010: The Mentalist (Fernsehserie, Episode 2x11)
- 2010: The Good Guys (Fernsehserie, Episode 1x05)
- 2012: Weeds – Kleine Deals unter Nachbarn (Weeds, Fernsehserie, 3 Episoden)
- 2012: Die Hollywood-WG – Schmeiß die Loser aus dem Haus (Freeloaders)
- 2015: Wet Hot American Summer: First Day of Camp (Miniserie, 3 Episoden)
- 2022: The Dropout (Miniserie, 6 Episoden)
- 2022: Call Me Kat (Fernsehserie, 2 Folgen)
- 2022: Better Call Saul (Fernsehserie, Episode 6x11)
- 2023: Eine Frage der Chemie (Lessons in Chemistry, Fernsehserie)

## Auszeichnungen
Screen Actors Guild Award
- 2007: Nominierung in der Kategorie Bestes Schauspielensemble in einer Fernsehserie – Komödie für Ugly Betty